# Cagliari Calcio 1997-1998
Questa voce raccoglie le informazioni riguardanti il Cagliari Calcio nelle competizioni ufficiali della stagione 1997-1998.

## Stagione
Nella stagione 1997-1998 il Cagliari disputa il campionato di Serie B, raccoglie 63 punti ed il terzo posto in classifica, che significa promozione nella massima serie. Il Cagliari di Gian Piero Ventura approdato in Sardegna dopo aver portato il Lecce in un biennio dalla Serie C alla Serie A, risale subito di categoria, con alcuni patemi. Da questo campionato cadetto, è previsto un anticipo del sabato, con le televisioni sempre più protagoniste. In campionato i rossoblù partono con il freno a mano tirato dai tanti pareggi, al termine del torneo ne contano 18. Al termine del girone di andata il Cagliari è terzo con 32 punti, alle spalle di Salernitana e Venezia che si sono involate. Anche nel girone di ritorno i sardi mantengono lo stesso passo, sempre agganciati al vagone promozione. Ad aprile arriva la sconfitta di Salerno (1-0) seguita da cinque pareggi, il vantaggio si assottiglia, a tre turni dal termine sembra fatta, ma il Cagliari si gioca male il primo match point con il Venezia, la gara finisce (1-1), fallisce anche il secondo, perdendo male (4-1) ad Ancona, nel terzo ed ultimo tentativo la promozione arriva, proprio sul filo di lana, grazie al punticino ottenuto con il pareggio interno (2-2) con il Chievo nell'ultimo turno. Miglior marcatore stagionale Roberto Muzzi con 19 reti, 2 in Coppa Italia e 17 in campionato, in attacco ottimo anche l'apporto dell'uruguayano Dario Silva giunto alla sua terza stagione in Sardegna, che realizza 13 reti in campionato. Nella Coppa Italia i sardi nel primo turno eliminano la Nocerina, mentre nel secondo turno sono estromessi dal torneo dal Piacenza.

## Divise
Dopo la retrocessione della stagione precedente, la Reebok mantenne le stesse divise. Il main sponsor fu sempre Pecorino Sardo.
La prima divisa, è un classico completo rossoblù a quarti, la seconda divisa si presenta altrettanto semplice bianca con maniche con due ampie bande, una rossa e una blu; stesso motivo si ritrova nelle maniche della terza divisa che era di colore turchese. I calzettoni della prima e terza divise erano a bande orizzontali rosse e blu
| Casa | Trasferta | Terza divisa |  |

## Rosa
| N. |                      | Ruolo | Calciatore              |
| -- | -------------------- | ----- | ----------------------- |
| 1  | Italia (bandiera)    | P     | Alessio Scarpi          |
| 2  | Italia (bandiera)    | D     | Francesco Zanoncelli    |
| 3  | Italia (bandiera)    | D     | Gianluca Grassadonia    |
| 4  | Italia (bandiera)    | D     | Matteo Villa (capitano) |
| 5  | Italia (bandiera)    | C     | Gianni Cavezzi          |
| 6  | Danimarca (bandiera) | C     | Christian Lønstrup      |
| 7  | Italia (bandiera)    | C     | Pierpaolo Bisoli        |
| 8  | Italia (bandiera)    | A     | Giacomo Banchelli       |
| 9  | Uruguay (bandiera)   | A     | Darío Silva             |
| 10 | Uruguay (bandiera)   | C     | Fabián O'Neill          |
| 11 | Italia (bandiera)    | A     | Roberto Muzzi           |
| 12 | Italia (bandiera)    | P     | Maurizio Franzone       |
| 13 | Italia (bandiera)    | C     | Alessandro Arricca      |
| 14 | Italia (bandiera)    | C     | Daniele Berretta        |
| 15 | Italia (bandiera)    | C     | Antonio Bitetti         |
| 16 | Italia (bandiera)    | A     | Bernardo Corradi        |
| 18 | Italia (bandiera)    | D     | Marco Lantieri          |

| N. |                   | Ruolo | Calciatore            |
| -- | ----------------- | ----- | --------------------- |
| 19 | Italia (bandiera) | D     | Steven Torbidoni      |
| 20 | Italia (bandiera) | C     | Marco Sanna           |
| 21 | Italia (bandiera) | D     | Matteo Centurioni     |
| 22 | Italia (bandiera) | P     | Pierfilippo Carfagna  |
| 23 | Italia (bandiera) | D     | Gianbattista Scugugia |
| 24 | Italia (bandiera) | C     | Giovanni Sulcis       |
| 25 | Italia (bandiera) | C     | Davide Carrus         |
| 26 | Italia (bandiera) | D     | Vincenzo Lambertini   |
| 27 | Italia (bandiera) | C     | Gaetano Vasari        |
| 28 | Italia (bandiera) | C     | Tiziano De Patre      |
| 29 | Italia (bandiera) | C     | Enzo Maresca          |
| 30 | Italia (bandiera) | C     | Fabio Macellari       |
| 31 | Italia (bandiera) | A     | Eupremio Carruezzo    |
| 32 | Italia (bandiera) | D     | Gianluca Nocentini    |
| 33 | Italia (bandiera) | A     | Emiliano Melis        |
| 34 | Italia (bandiera) | P     | Antonio Castelli      |
| 35 | Italia (bandiera) | A     | Andrea Pisanu         |

## Risultati

### Campionato

#### Girone di andata
| Arbitro: | Racalbuto (Gallarate) |

|                         |           |  |
| Banchelli 55’ Villa 60’ | Marcatori |  |

| Arbitro: | Messina (Bergamo) |

|  |           |               |
|  | Marcatori | 65’ Banchelli |

| Arbitro: | Bettin (Padova) |

|                 |           |              |
| Dario Silva 43’ | Marcatori | 83’ Baglieri |

| Arbitro: | Rossi (Ciampino) |

|                                     |           |                |
| De Vitis 39’ (rig.) Ghirardello 72’ | Marcatori | 6’ Dario Silva |

| Arbitro: | Serena (Bassano del Grappa) |

|           |           |                       |
| Villa 86’ | Marcatori | 25’ (rig.) Di Michele |

| Arbitro: | Bolognino (Milano) |

|           |           |                            |
| Nappi 92’ | Marcatori | 2’ De Patre 60’, 65’ Muzzi |

| Arbitro: | Preschern (Mestre) |

|                       |           |                         |
| Muzzi 37’ (rig.), 78’ | Marcatori | 38’ Erba 90’ Clementini |

| Ravenna 19 ottobre 1997 8ª giornata | Ravenna            | 0 – 0 | Cagliari | Stadio Bruno Benelli\| Arbitro: \| Gambino (Barletta) \| |
| Arbitro:                            | Gambino (Barletta) |       |          |                                                          |

| Arbitro: | Pellegrino (Barcellona Pozzo di Gotto) |

|           |           |               |
| Muzzi 89’ | Marcatori | 60’ Artistico |

| Arbitro: | De Santis (Tivoli) |

|                      |           |  |
| Bonomi 40’, 49’, 57’ | Marcatori |  |

| Arbitro: | Cardella (Torre del Greco) |

|                                            |           |  |
| Carruezzo 29’ De Patre 72’ Dario Silva 93’ | Marcatori |  |

| Arbitro: | Boggi (Salerno) |

|                           |           |  |
| De Patre 12’ Berretta 85’ | Marcatori |  |

| Arbitro: | Cesari (Genova) |

|                |           |             |
| Bernardini 63’ | Marcatori | 24’ O'Neill |

| Cagliari 14 dicembre 1997 14ª giornata | Cagliari        | 0 – 0 | Reggiana | Stadio Sant'Elia\| Arbitro: \| Sirotti (Forlì) \| |
| Arbitro:                               | Sirotti (Forlì) |       |          |                                                   |

| Arbitro: | Bettin (Padova) |

|          |           |                              |
| Paci 68’ | Marcatori | 41’ O'Neill 90’ (rig.) Muzzi |

| Arbitro: | Gambino (Barletta) |

|                 |           |  |
| Dario Silva 63’ | Marcatori |  |

| Arbitro: | Trentalange (Torino) |

|                                   |           |                           |
| Schwoch 39’ (rig.) M. Cossato 41’ | Marcatori | 54’ Muzzi 58’ Dario Silva |

| Arbitro: | Calabrese (Avezzano) |

|                                         |           |  |
| Grassadonia 72’ Muzzi 88’ Carruezzo 93’ | Marcatori |  |

| Arbitro: | Rossi (Ciampino) |

|                                 |           |                 |
| Melis 21’ Zanoncelli 75’ (aut.) | Marcatori | 47’ Dario Silva |

#### Girone di ritorno
| Arbitro: | Farina (Novi Ligure) |

|  |           |                 |
|  | Marcatori | 52’ Dario Silva |

| Arbitro: | Rosetti (Torino) |

|                                  |           |  |
| Muzzi 44’ (rig.) Dario Silva 78’ | Marcatori |  |

| Arbitro: | Pin (Conegliano) |

|  |           |                                          |
|  | Marcatori | 9’ Dario Silva 56’ De Patre 88’ Lønstrup |

| Arbitro: | Bolognino (Milano) |

|                        |           |              |
| Muzzi 54’ De Patre 56’ | Marcatori | 65’ De Vitis |

| Arbitro: | Braschi (Prato) |

|                     |           |                 |
| D. Franceschini 88’ | Marcatori | 75’ Dario Silva |

| Arbitro: | Pairetto (Nichelino) |

|                  |           |                |
| Muzzi 90’ (rig.) | Marcatori | 93’ D. Morello |

| Monza 15 marzo 1998 26ª giornata | Monza           | 0 – 0 | Cagliari | Stadio Brianteo\| Arbitro: \| Boggi (Salerno) \| |
| Arbitro:                         | Boggi (Salerno) |       |          |                                                  |

| Arbitro: | Lana (Torino) |

|                 |           |               |
| Vasari 48’, 60’ | Marcatori | 78’ Vecchiola |

| Arbitro: | Rosetti (Torino) |

|           |           |  |
| Tosto 32’ | Marcatori |  |

| Arbitro: | Farina (Novi Ligure) |

|                           |           |                            |
| Dario Silva 77’ Muzzi 89’ | Marcatori | 55’ Brambilla 73’ Ferrante |

| Arbitro: | Dagnello (Trieste) |

|                     |           |                 |
| Biagioni 67’ (rig.) | Marcatori | 16’ Dario Silva |

| Arbitro: | Preschern (Mestre) |

|                             |           |                        |
| Sesia 30’ (rig.) Marino 34’ | Marcatori | 64’ De Patre 81’ Muzzi |

| Cagliari 3 maggio 1998 32ª giornata | Cagliari        | 0 – 0 | Perugia | Stadio Sant'Elia\| Arbitro: \| Boggi (Salerno) \| |
| Arbitro:                            | Boggi (Salerno) |       |         |                                                   |

| Reggio Emilia 10 maggio 1998 33ª giornata | Reggiana           | 0 – 0 | Cagliari | Stadio Giglio\| Arbitro: \| Rodomonti (Teramo) \| |
| Arbitro:                                  | Rodomonti (Teramo) |       |          |                                                   |

| Arbitro: | Branzoni (Pavia) |

|                       |           |                     |
| Villa 7’ De Patre 17’ | Marcatori | 21’ (rig.) Colacone |

| Arbitro: | Borriello (Mantova) |

|            |           |                               |
| Mazzeo 44’ | Marcatori | 80’ Dario Silva 89’ Carruezzo |

| Arbitro: | Nucini (Bergamo) |

|           |           |             |
| Muzzi 65’ | Marcatori | 85’ Schwoch |

| Arbitro: | Messina (Bergamo) |

|                                                             |           |           |
| Martinetti 35’ Flachi 49’ Tentoni 90’ (rig.) Montervino 94’ | Marcatori | 12’ Muzzi |

| Arbitro: | Pellegrino (Barcellona Pozzo di Gotto) |

|                       |           |                           |
| Muzzi 12’ Cavezzi 82’ | Marcatori | 57’ Marazzina 93’ Cerbone |

## Coppa Italia

### Primo turno
| Arbitro: | Paparesta (Bari) |

|                        |           |                        |
| Di Maggio 17’ Zian 79’ | Marcatori | 89’, 91’ (rig.) Vasari |

| Arbitro: | Calabrese (Avezzano) |

|               |           |             |
| Banchelli 65’ | Marcatori | 6’ Pallanch |

### Secondo turno
| Arbitro: | Treossi (Forlì) |

|                             |           |                         |
| Muzzi 18’, 27’ De Patre 48’ | Marcatori | 16’ Piovani 38’ Murgita |

| Arbitro: | Collina (Viareggio) |

|                           |           |               |
| Valtolina 17’ Murgita 60’ | Marcatori | 28’ Banchelli |